# Lonecreekita
La lonecreekita és un mineral de la classe dels sulfats. Va ser nomenada per J.E.J. Martini el 1983 en honor de la localitat tipus del mineral: la cova de Lone Creek Falls, a Sud-àfrica.

## Característiques
La lonecreekita és un sulfat de fórmula química (NH₄)Fe3+(SO₄)₂·12H₂O. Cristal·litza en el sistema cúbic. Els cristalls són xenomorfs, de fins a 0,1 mm, agregats en crostes suculentes i eflorescències. La seva duresa a l'escala de Mohs és d'entre 2 i 3.
Segons la classificació de Nickel-Strunz, la lonecreekita pertany a «07.C - Sulfats (selenats, etc.) sense anions addicionals, amb H₂O, amb cations de mida mitjana i grans» juntament amb els següents minerals: krausita, tamarugita, kalinita, mendozita, alum-(K), alum-(Na), tschermigita, lanmuchangita, voltaïta, zincovoltaïta, pertlikita, amoniomagnesiovoltaïta, kröhnkita, ferrinatrita, goldichita, löweïta, blödita, niquelblödita, changoïta, zincblödita, leonita, mereiterita, boussingaultita, cianocroïta, mohrita, niquelboussingaultita, picromerita, polihalita, leightonita, amarillita, konyaïta i wattevil·lita.

## Formació i jaciments
La lonecreekita va ser descoberta a la cova de Lone Creek Falls (Província de Mpumalanga, Sud-àfrica) com a mineral secundari rar probablement format per alteració de pirita i la reacció, a pH<1, amb vapors d'amoníac produïts com a resultat de la decadència de matèria orgànica (excrements d'Hyrax). També ha estat descrita a un indret d'incineració de shale al riu Huron (Ohio, EUA) i al comtat de Humbolt (Nevada, EUA); Pécs-Vasas, a Pécs (Baranya, Hongria); coves de Veneçuela i la província de Copiapó (Regió d'Atacama, Xile).
Sol trobar-se associada a altres minerals com: clairita, sabieïta i tschermigita.